# Alte Schule (Bennungen)

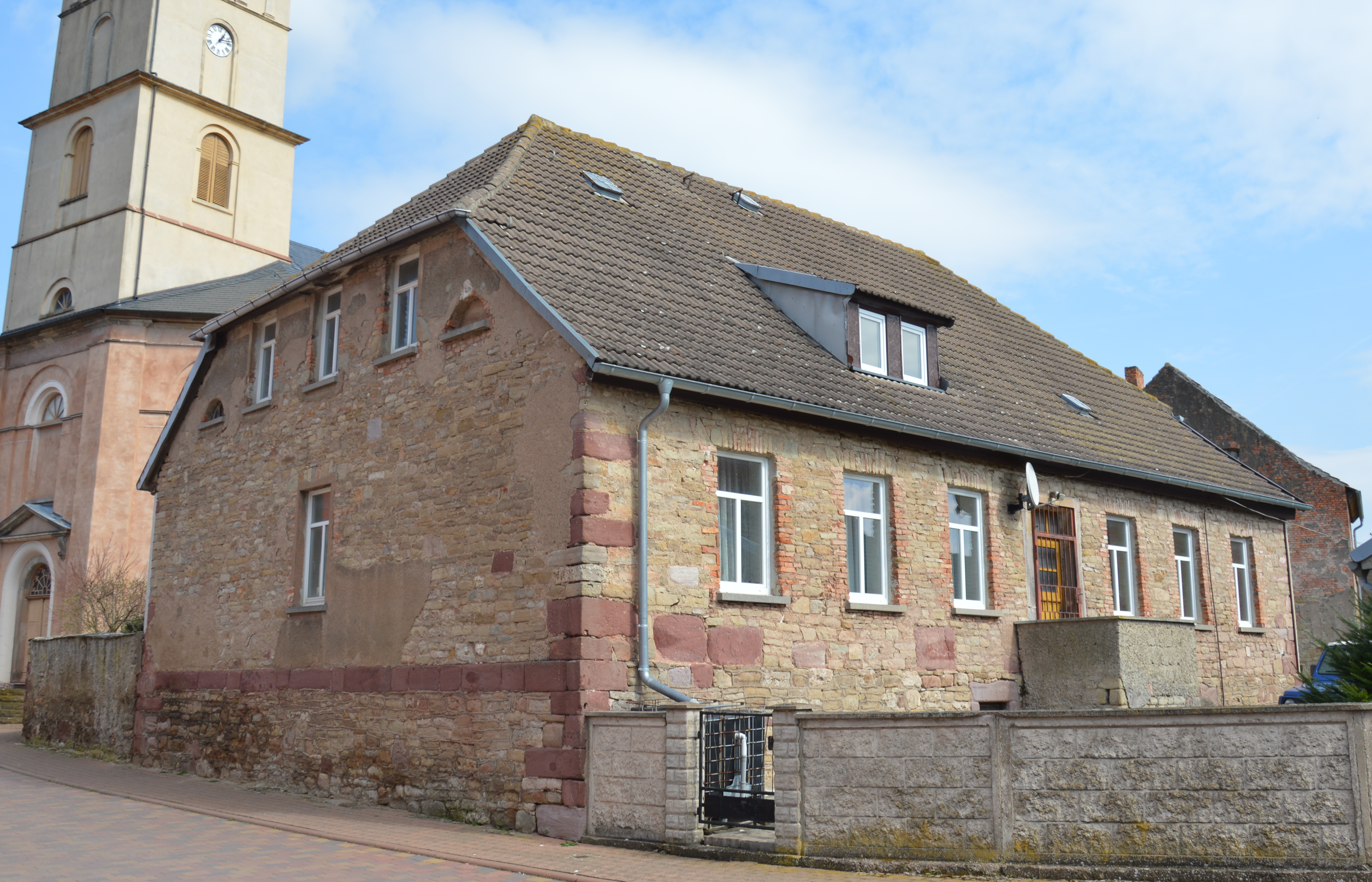
Alte Schule

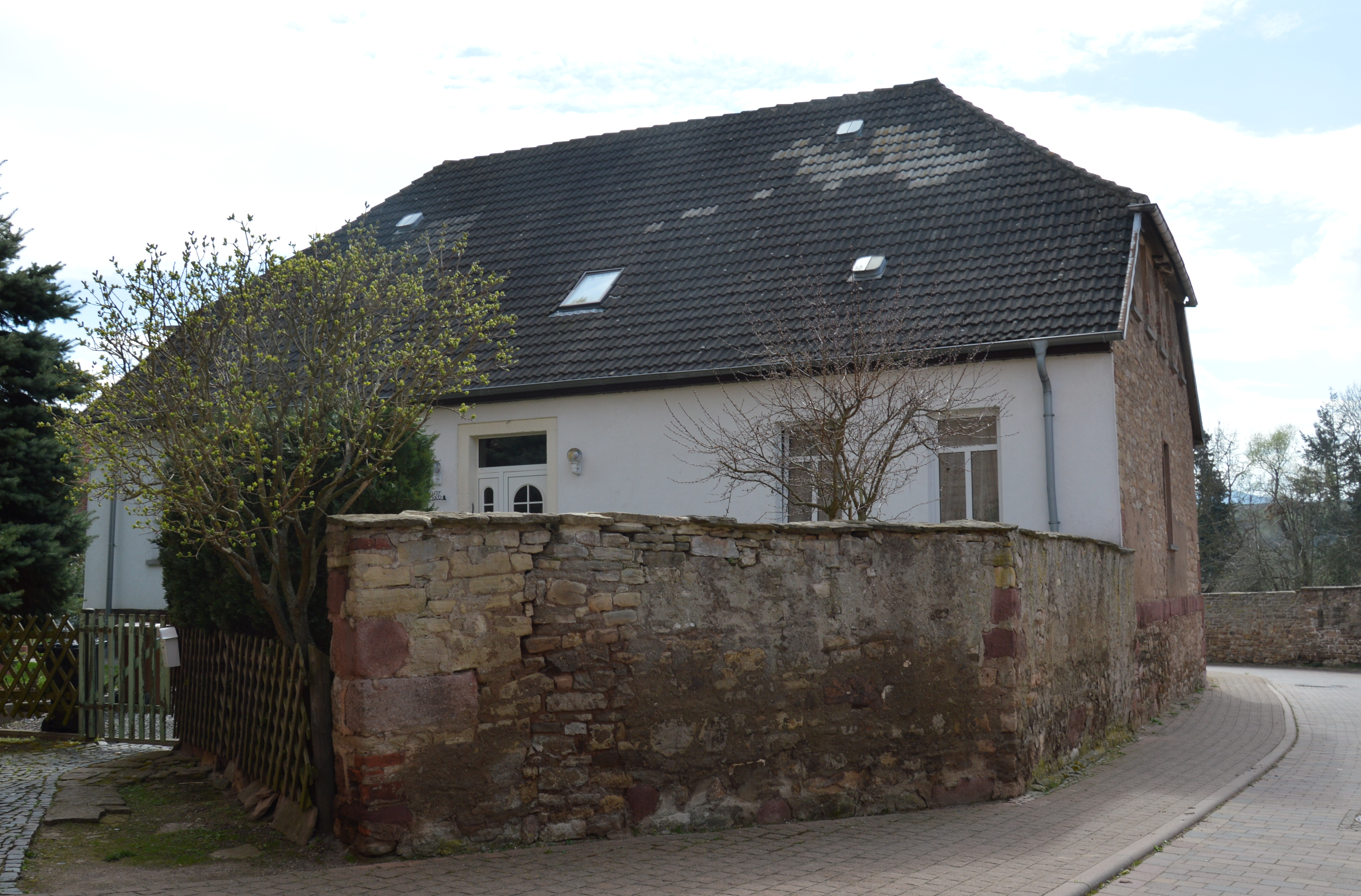
Rückseite

Die Alte Schule ist ein denkmalgeschütztes ehemaliges Schulgebäude in Bennungen in der Gemeinde Südharz in Sachsen-Anhalt.

## Lage
Sie befindet sich im südlichen Teil des Dorfes, südwestlich der Sankt-Johannes-Kirche an der Adresse Mühlgasse 126.

## Architektur und Geschichte
Das eineinhalbgeschossige Gebäude entstand in seinem Kern bereits im Barock. Der aus Bruchsteinen errichtete Bau ist von einem Walmdach bedeckt. Im frühen 19. Jahrhundert erfolgte ein Umbau. Das heute (Stand 2017) als Wohnhaus genutzte Gebäude wurde ursprünglich als Schule genutzt. Gemeinsam mit der Kirche, dem Pfarrhaus und dem Rittergut bildet das Haus den eigentlichen Ortskern des Dorfes.
Im örtlichen Denkmalverzeichnis ist die Schule seit dem 24. August 1995 unter der Erfassungsnummer 094 83393 als Baudenkmal verzeichnet. Das Gebäude gilt als kulturell-künstlerisch sowie städtebaulich bedeutsam.